# Тшебјатов
Тшебјатов (пољ. Trzebiatów) је град у Пољској у Војводству Западно Поморје у Повјату грифицком. Према попису становништва из 2011. у граду је живело 10.238 становника.

## Становништво
Према прелиминарним подацима са пописа, у граду је 2011. живело 10.238 становника.
| 2002.  | 2011.  | 2012.  |
| ------ | ------ | ------ |
| 10.192 | 10.238 | 10.250 |